# Сатоми и восемь псов

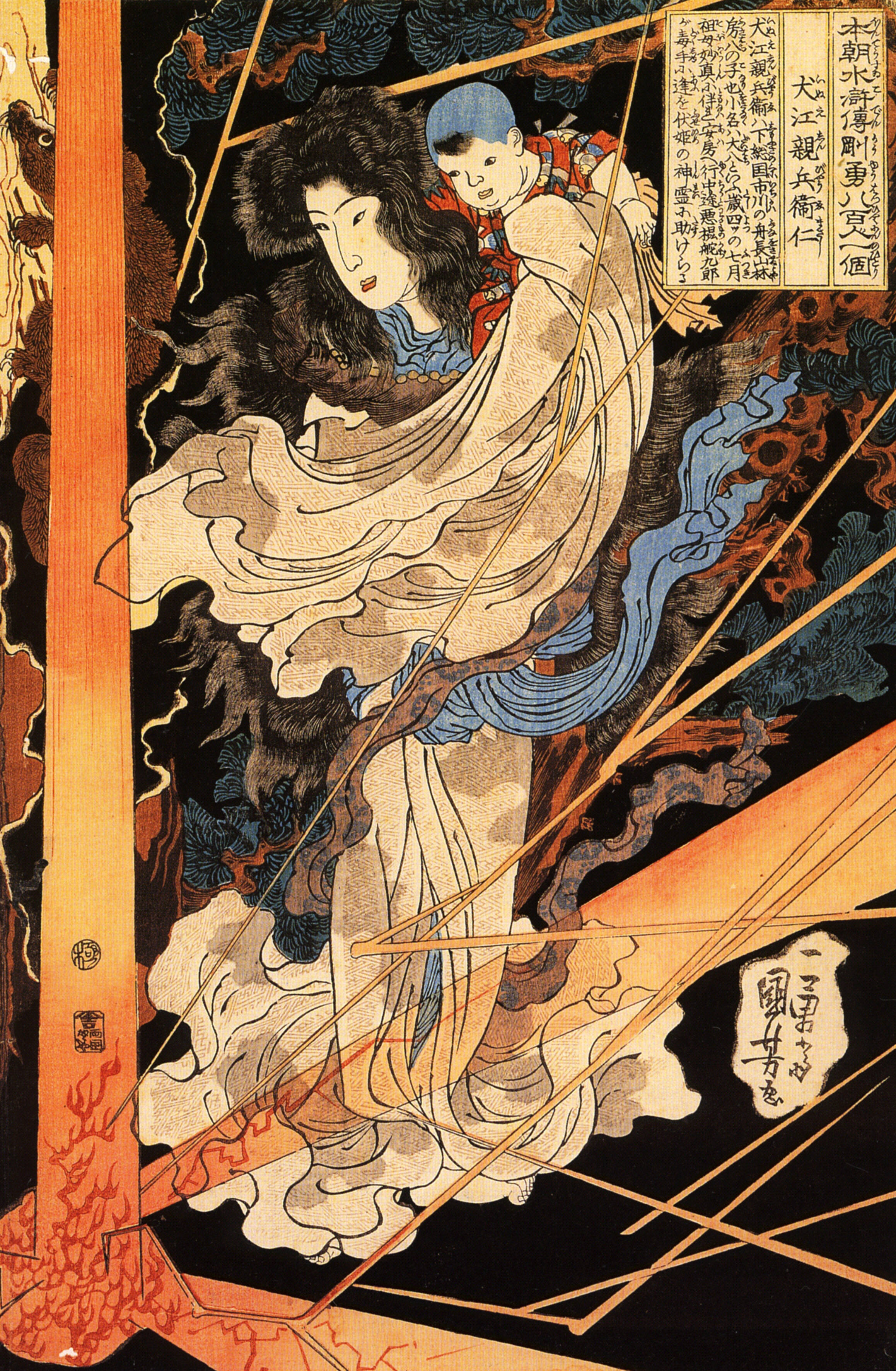
Госпожа Фусэ спасает малолетнего Инуэ Симбэя от молнии. Иллюстрация Утагава Куниёси «Предания о восьми собакax».

Сатоми и восемь псов (яп. 南総里見八犬伝 нансо: сатоми хаккэндэн, «Легенда о восьми псах-воинах клана Сатоми») — японский исторический-фантастический роман в жанре ёмихон, написанный Кёкутэем Бакином в начале XIX века. Состоит из 106 книг. Издавался в течение 28 лет с 1814 по 1842 год. Иллюстрации к роману рисовали известные японские художники Янагава Сигэнобу, Кэйсай Ейсэн, Утагава Садахидэ и другие. Сокращённое название романа — «Предание о восьми собаках Сатоми» (яп. 里見八犬伝 сатоми хаккэн-дэн) или «Повесть о восьми собаках» (яп. 八犬伝 хаккэн-дэн).

## Краткие сведения

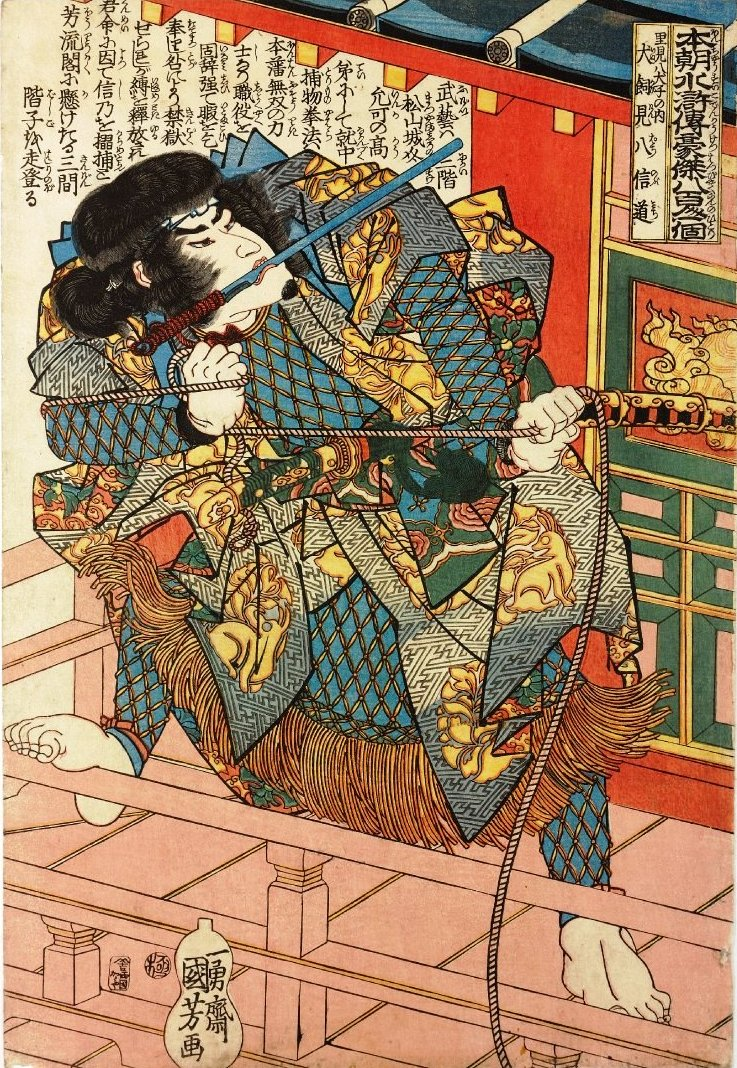
Инукай Гэмпати, один из восьми псов-воинов

Роман описывает, как в 1441 году самурайский полководец Сатоми Ёсидзанэ проигрывает битву на Востоке Японии. Он возвращается в родную провинцию Ава и решает продолжить там свой род. На родные земли полководца нападает армия Андзая Кагэцуры, чьи силы превосходят силы Сатоми, и самурай в отчаянии клянётся псу по имени Яцуфуса, что тот получит в жёны родную дочь Сатоми, если перегрызёт глотку Кагэцуре, что он и сделал. В качестве награды полководец вынужден подарить в жёны собаке свою любимую дочь Фусэ. Однако теперь Ёсидзанэ отказывается от своего обещания, но дочь Сатоми, верная слову чести, решила настоять на выполнении обещания и отправляется с Яцуфусой в горы, где проводит с ним первую брачную ночь. Сатоми, узнав о беременности дочери, в ярости отправляет самурая, чтобы убить Яцуфусу и вернуть Фусэ домой. Однако она защищает пса и умирает вместе с ним. В этот момент из её чрева появляются восемь жемчужин с иероглифами, обозначавшими основы конфуцианской добродетельности.
Вскоре в разных частях провинции появляются на свет восемь воинов — собак, которые являются детьми госпожи Фусэ — Инудзука Сэно, Инукава Сосукэ, Инуяма Досэцу, Инукай Гэмпати, Инута Кобунго, Инуэ Симбэй, Инусака Кэно и Инумура Дайкаку. Пройдя через тяжёлые испытания, они собираются вместе и становятся вассалами рода Сатоми. Между тем сёгунские советники Огигаяцу Садамаса и Ямаути Акисада собирают огромное войско, чтобы уничтожить Сатоми. С помощью чар воины-собаки разбивают нападавших и одерживают победу. Тогда советники подписывают с Сатоми мир, а воины-собаки получают в награду восемь благородных девиц, на которых женятся. На старости лет легендарная восьмёрка становится отшельниками и селится в пещере Тояма.
Заголовок романа написан смешанными иероглифами: старояпонскими и классическими китайскими. Произведение построено так, чтобы держать читателя в постоянном напряжении. Главной идеей романа является конфуцианский постулат о победе добра над злом и буддистское учение о карме. Несмотря на критику романа в конце 19 века, он остается популярным произведением в Японии уже более сотни лет. Ему посвящено большое количество литературных пародий, фильмов, аниме и телепередач.